# Sophilos (mosaïste)
Pour les articles homonymes, voir Sophilos.
Sophilos (grec ancien : Σώϕιλος) est un mosaïste de l’Égypte ptolémaïque.
Il est connu pour une mosaïque trouvée à Thmuis (Tell el-Timai) en 1918 et conservée au musée gréco-romain d'Alexandrie. Elle est un des premiers exemples de la technique opus vermiculatum, et probablement la copie d'une peinture. Son contexte architectural n'est pas connu, mais elle a sans doute été créée pour un bâtiment royal. Elle représente une femme cuirassée, portant une couronne en forme de proue de navire. Cette femme est généralement identifiée comme étant la reine Bérénice II, mais il a été proposé de plutôt voir en elle Arsinoé II.
La mosaïque est datée, sans certitude, vers 200 av. J.-C..
Sophilos maîtrise particulièrement bien l'art de la mosaïque et exploite une palette de couleurs remarquable.
Une copie ancienne de la mosaïque a également été retrouvée à Thmuis. D’après Kiss, elle est légèrement différente et aurait été adaptée pour représenter Bérénice II.